# Zew Gór
Zew Gór – ilustrowane pismo młodzieży sądeckiej, założone 1 stycznia 1933 przez Zrzeszenie Gmin Szkolnych Nowego i Starego Sącza. 

## Historia
Od 20 października 1936 wydawcą pisma był Komitet Redakcyjny. Pismo miało bogatą szatę graficzną. Prace drzeworytnicze, linoryty i klisze powstawały pod kierunkiem Romualda Reguły, ucznia Teodora Axentowicza i Wojciecha Weissa. Dbano również o urozmaiconą treść, pismo miało działy: dyskusyjno-polityczny, literacko-nowelistyczny, Miłośników Podhala, „Piszą młode pióra”, kronika i sport, życie młodzieży, graficzny i humoru oraz „Sylwety” – gdzie prezentowano sylwetki polskich artystów (St. Wyspiańskiego, M. Rodziewiczówny, A. Grotgera, J. Matejko, J. Słowackiego, Wł. Orkana). Stronę techniczno-literacką pisma opracował młody literat Tadeusz Giewont-Szczecina, absolwent II Gimnazjum. Na jego łamach publikowała swoje pierwsze utwory Władysława Szkaradkówna oraz twórcy grupy literackiej „Przełęcz” - jednocześnie współredaktorzy pisma: Jerzy Kłosowski, Henryk Einhorn i Zdzisław Wróblewski. Nakład wynosił 700-1000 egzemplarzy. Pismo zyskało uznanie nie tylko lokalne ale również ogólnopolskie. Wyróżniono je na tle prasy młodzieżowej w Polsce na Zjeździe przedstawicieli prasy w lutym 1935 w Sosnowcu. Ostatni, 50. numer, ukazał się 20 maja 1939.
Nazwę pisma wybrano w drodze konkursu. Spośród 300 projektów wybrano jednogłośnie „Zew Gór” autorstwa M. Szaromy. Redakcja pisma mieściła się początkowo w I Gimnazjum w Nowym Sączu, następnie w Gimnazjum Żeńskim im. Marii Konopnickiej, a od października 1937 w II Gimnazjum. Pismo drukowano początkowo w Zakładzie Graficznym Romana Pisza, następnie w Drukarni Katolickiej Alojzego Mółki oraz Drukarni Podhalańskiej.

## Redaktorzy naczelni
Pismo było kierowane przez dwóch redaktorów: naczelnego – którym był zawsze uczeń oraz przez redaktora odpowiedzialnego – jednego z profesorów. Redaktorzy naczelni: Ottokar Sykora, Tadeusz Stefaniszyn, Stefan Siwirski, Adam Kociołek, Halina Szurmiakówna, Zdzisław Wróblewski, Stanisław Takuski. Redaktorami odpowiedzialnymi byli profesorowie: Eugeniusz Pawłowski, Józef Nowak, Tadeusz Słowikowski, Zofia Oleksówna.

## Graficy
Kierownikiem działu graficznego był profesor Romuald Reguła. Czołowi graficy: Marian Górecki, Jan Gerhardt, Tadeusz Szkarłat, Artur Ryszka, Mieczysław Polek.